# Großes Ochsenhorn
Großes Ochsenhorn – szczyt w grupie Loferer Steinberge, części Północnych Alp Wapiennych. Leży w Austrii w kraju związkowym Salzburg. Jest to najwyższy szczyt Loferer Steinberge. Szczyt można zdobyć ze schroniska Schmidt-Zabierow-Hütte.